# Château de Mitsumine
Le château de Mitsumine (三峰城, Mitsumine-jō), situé dans la ville actuelle de Sabae, préfecture de Fukui au Japon, est construit durant l'époque Nanboku-chō du XIVe siècle (partie du début de l'époque Muromachi). En 1337, à la suite de la guerre entre les cours du Nord et celles du Sud, le château de Mitsumine est bâti comme point stratégique fort au sommet du mont Mitsumine (dont il tient son nom). Il est commandé par Yoshisuke Wakiya, sous les ordres de Nitta Yoshisada, le haut représentant de la cour du Sud; En 1340 cependant, Shigeyuki Miyama de la cour du Nord assiège le château, opération au cours de laquelle il trouve la mort et qui aboutit à la destruction du château.